# Kernu kommun
Kernu kommun (estniska: Kernu vald) var en tidigare kommun i landskapet Harjumaa i norra Estland. Kommunen var belägen cirka 40 kilometer sydväst om huvudstaden Tallinn. Byn Haiba utgjorde kommunens centralort.
Kommunen uppgick den 24 oktober 2017 i Saue kommun.

## Geografi

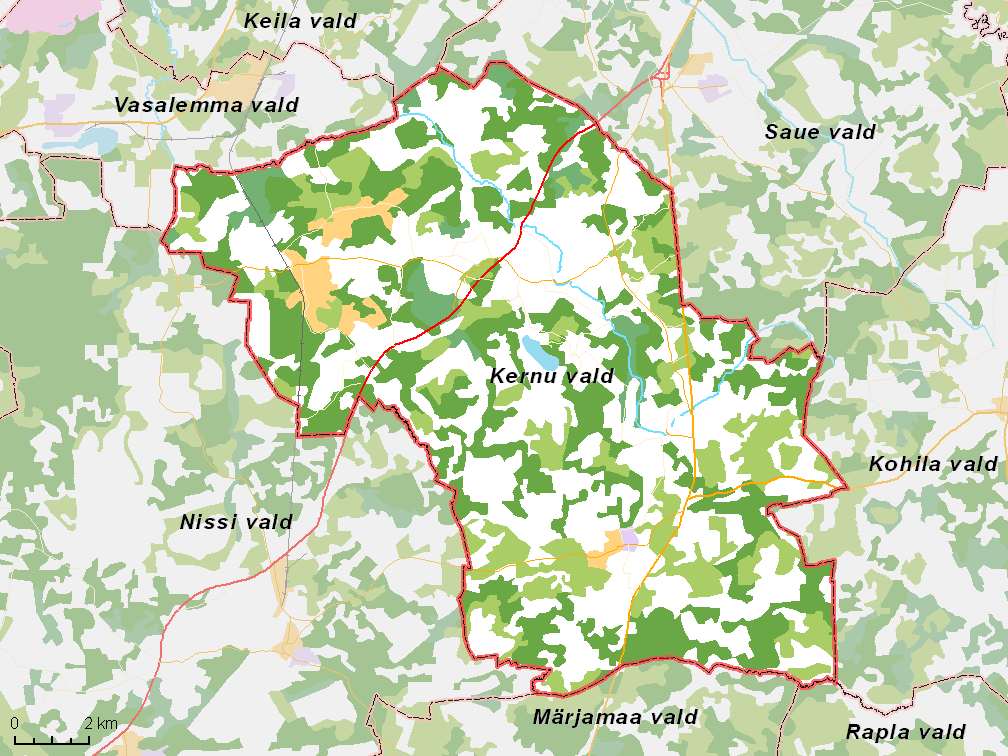
Översiktlig karta över den tidigare kommunen.

## Orter
I Kernu kommun fanns 17 byar.

### Byar
- Allika
- Haiba (centralort)
- Hingu
- Kaasiku
- Kabila
- Kernu
- Kibuna
- Kirikla
- Kohatu
- Kustja
- Laitse
- Metsanurga
- Mõnuste
- Muusika
- Pohla
- Ruila
- Vansi